# Automeris obscura
Automeris obscura är en fjärilsart som beskrevs av William Schaus 1900. Automeris obscura ingår i släktet Automeris och familjen påfågelsspinnare. Inga underarter finns listade i Catalogue of Life.